# چوی کیونگ-هی
چوی کیونگ-هی (انگلیسی: Choi Kyung-hee؛ زادهٔ ۲۵ فوریهٔ ۱۹۶۶) بازیکن بسکتبال اهل کره جنوبی بود.
از افتخارات وی میتوان به کسب مدال نقره در بازی‌های المپیک تابستانی ۱۹۸۴ اشاره کرد.